# Клаус Мангольд
Клаус Мангольд (нім. Nikolaus „Klaus“ Mangold; нар. 15 січня 1950) — колишній німецький хокеїст, нападник.

## Кар'єра
Мангольд виступав з сезону 1973/74 по сезон 1975/76 у складі СК Берлін під керівництвом тренера Ксавера Унзінна та двічі став чемпіоном ФРН. У сезоні 1978/79 переїхав до клубу «Маннхаймер ЕРК». У сезоні 1979/80 він втретє стає чемпіоном ФРН, як капітан команди «Маннхаймер ЕРК» під керівництвом Гайнца Вейзенбаха. У чемпіонському сезоні відіграв 44 гри, набрав 11 очок (8 + 3). Закінчив кар'єру хокеїста в баварському клубі «Місбах».
У складі національної збірної зіграв 14 матчів та брав участь у чемпіонаті світу з хокею із шайбою 1976 року.

## Нагороди та досягнення
- 1974 чемпіон Німеччини у складі СК Берлін.
- 1976 чемпіон Німеччини у складі СК Берлін.
- 1980 чемпіон Німеччини у складі «Маннхаймер ЕРК».